# Ronald W. Davis

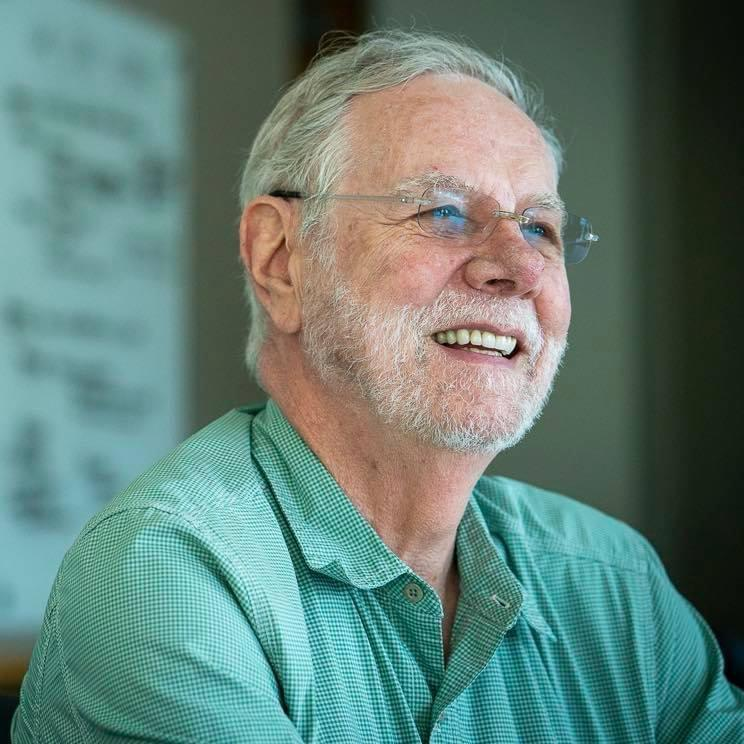
Ronald W. Davis

Ronald Wayne Davis (* 17. Juli 1941) ist ein US-amerikanischer Genetiker und Professor für Biochemie und Genetik an der Stanford University in Stanford, Kalifornien.

## Leben
Ronald W. Davis erwarb an der Eastern Illinois University in Charleston, Illinois, einen Bachelor in Chemie, Physik, Mathematik und Botanik und einen Ph.D. in Chemie am California Institute of Technology (Caltech) in Pasadena, Kalifornien. Als Postdoktorand ging Davis an die Harvard University in Cambridge, Massachusetts, bevor er Mitglied des Lehrkörpers an der Stanford University in Stanford, Kalifornien, wurde. Davis ist verheiratet und hat zwei Kinder.

## Wirken
Davis gilt als führend in der Entwicklung biotechnologischer Methoden, insbesondere in der Entwicklung und Anwendung von Genomik und rekombinanter DNA in biologischen Systemen. So entwickelte Davis eine Serie von 5.000 Stämmen der Backhefe Saccharomyces cerevisiae, denen jeweils ein einzelnes Gen fehlt. Methoden für weitere Modellorganismen – darunter auch der Mensch – wurden entwickelt. Frühere Verdienste Davis’ liegen in der Entwicklung quantitativer Untersuchungen der DNA mittels Elektronenmikroskopie und der R-Loop-Technik zur elektronenmikroskopischen Kartierung codierender Anteile der RNA.
Seit sein Sohn schwer erkrankte, konzentriert Davis sich auf die Erforschung der Krankheit Myalgische Enzephalomyelitis/Chronic Fatigue Syndrome (ME/CFS). Er gründete das Chronic Fatigue Syndrome Research Center an der Stanford University und leitet das End ME/CFS Project. Davis ist Vorsitzender des wissenschaftlichen Beirats der Open Medicine Foundation.

## Auszeichnungen (Auswahl)
- 1976 Eli Lilly and Company Research Award[3]
- 1981 National Academy of Sciences Award in Molecular Biology
- 1983 Mitgliedschaft in der National Academy of Sciences
- 1992 Rosenstiel Award[4]
- 1998 Genetics Society of America Medal
- 2004 Dickson Prize in Medicine[1]
- 2011 Gruber-Preis für Genetik[5]
- 2013 Warren Alpert Foundation Prize